# 劉子衡
劉子衡（?—?），南北朝刘宋宋孝武帝劉駿第十五子，母為江美人。為劉子期的胞兄。子衡早夭，未封王。